# Jeff Barnes (cyclisme)
Pour les articles homonymes, voir Barnes.
Jeff Barnes, né le 27 juin 1964,, est un coureur cycliste canadien. Resté amateur, il devient champion du Canada du contre-la-montre en 1993. Il représente également son pays lors des Jeux du Commonwealth de 1994, où il se classe 27e de la course en ligne.

## Palmarès
- 1992
  - 3e du Grand Prix du Faucigny
- 1993
  -  Champion du Canada du contre-la-montre